# Фрідонія (Нью-Йорк)
Фрідонія (англ. Fredonia) — селище (англ. village) в США, в окрузі Чотоква штату Нью-Йорк. Населення — 9585 осіб (2020).

## Географія
Фрідонія розташована за координатами 42°26′26″ пн. ш. 79°19′55″ зх. д. / 42.44056° пн. ш. 79.33194° зх. д. (42.440673, -79.331989). За даними Бюро перепису населення США в 2010 році селище мало площу 13,44 км², уся площа — суходіл.

## Демографія
Згідно з переписом 2010 року, у селищі мешкало 11 230 осіб у 3811 домогосподарстві у складі 1835 родин. Густота населення становила 836 осіб/км². Було 4099 помешкань (305/км²).
Расовий склад населення:
| - 93,8 % — білих - 1,8 % — чорних або афроамериканців - 1,6 % — азіатів - 0,3 % — корінних американців - 1,2 % — осіб інших рас |

До двох чи більше рас належало 1,3 %. Частка іспаномовних становила 3,9 % від усіх жителів.
За віковим діапазоном населення розподілялося таким чином: 13,1 % — особи молодші 18 років, 75,1 % — особи у віці 18—64 років, 11,8 % — особи у віці 65 років та старші. Медіана віку мешканця становила 22,8 року. На 100 осіб жіночої статі у селищі припадало 88,1 чоловіків; на 100 жінок у віці від 18 років та старших — 84,9 чоловіків також старших 18 років.
Середній дохід на одне домашнє господарство становив 64 981 долар США (медіана — 47 910), а середній дохід на одну сім'ю — 79 308 доларів (медіана — 60 536). Медіана доходів становила 46 039 доларів для чоловіків та 37 577 доларів для жінок. За межею бідності перебувало 19,1 % осіб, у тому числі 19,9 % дітей у віці до 18 років та 2,5 % осіб у віці 65 років та старших.
Цивільне працевлаштоване населення становило 4800 осіб. Основні галузі зайнятості: освіта, охорона здоров'я та соціальна допомога — 44,8 %, роздрібна торгівля — 11,8 %, мистецтво, розваги та відпочинок — 9,6 %, виробництво — 9,0 %.

## Персоналії
- Джин Вебстер (1876—1916) — американська письменниця.